# Pheidole hortensis
Pheidole hortensis är en myrart som beskrevs av Auguste-Henri Forel 1913. Pheidole hortensis ingår i släktet Pheidole och familjen myror. Inga underarter finns listade i Catalogue of Life.